# Matouš (evangelista)

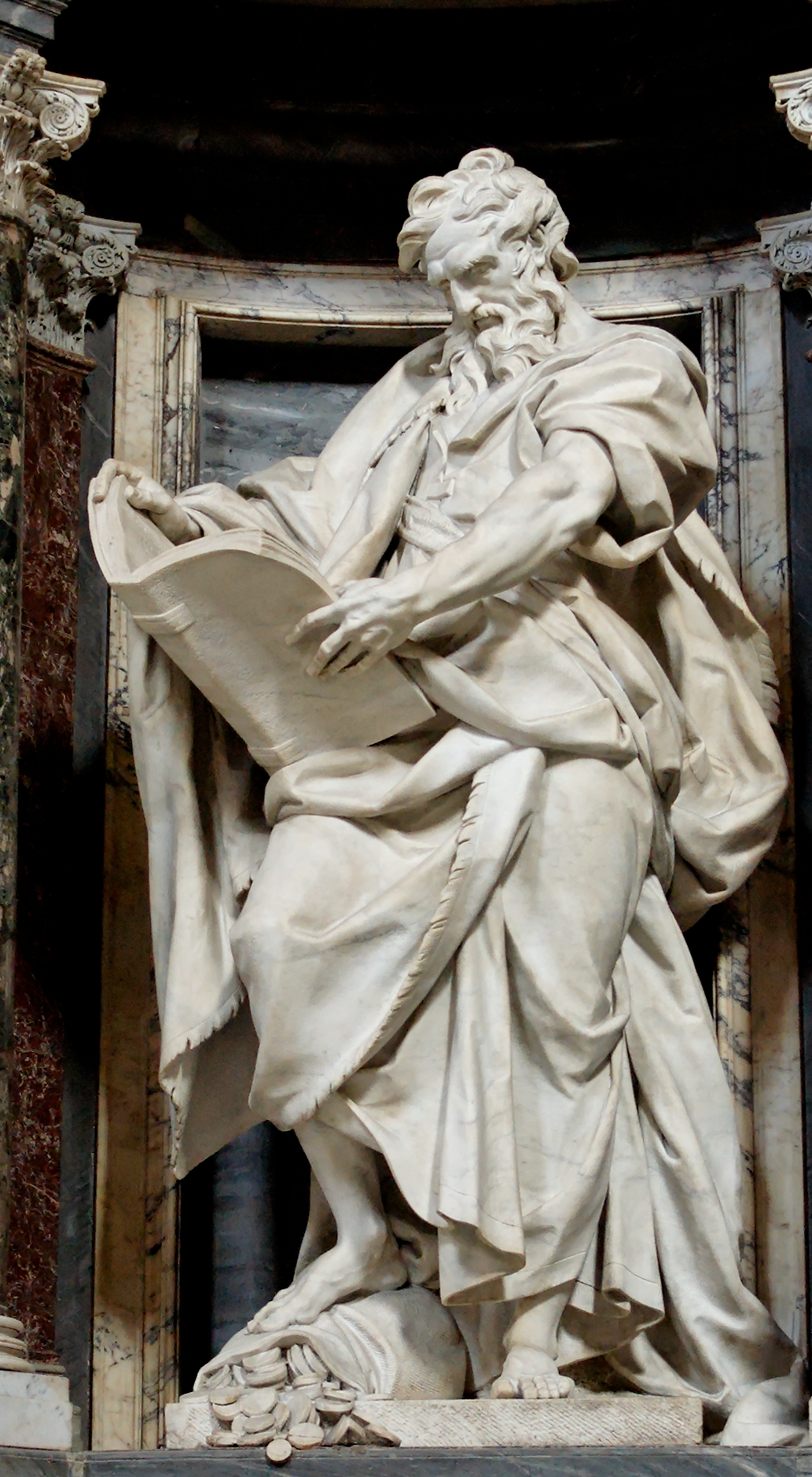
Sv. Matouš

Svatý Matouš Evangelista (hebrejsky מתי, tj. „dar Boží“, řecky Ματθαίος) byl apoštol a údajný autor Evangelia podle Matouše. Jeho otec se údajně jmenoval Alfeus, což by mohlo znamenat, že byl bratrem apoštola Jakuba, jehož otec se jmenoval stejně.

## Život
O jeho životě je známo velmi málo. V bibli je zmiňován jako celník či výběrčí daní v Kafarnaum, v Lukášově a Markově evangeliu je nazýván Levi, vzhledem k tomu, že zbytek textu, který se k těmto osobám váže, je ve všech evangeliích prakticky identický, všechno nasvědčuje tomu, že jde o tutéž osobu. Je možné, že se zprvu skutečně jmenoval Levi a jméno Matouš přijal až v pozdějším věku. Poté, co byl přijat mezi Kristovy učedníky, uspořádal pro ně velkou hostinu. Poslední zmínka o něm je ve Skutcích apoštolů.
Je také zmiňován v apokryfních textech, jako je Tomášovo evangelium, což svědčí o jeho velkém významu pro prvotní církev. Evangelium podle Matouše dle legendy nadiktoval dlouhou dobu po Kristově smrti, a to v Etiopii, kam odešel, a kde byl zabit.

## Úcta
Detaily ohledně jeho umučení jsou sporné, datum zcela neznámé (svátek svatého Matouše se slaví 21. září v západních církvích a 16. listopadu ve východních církvích). Ani informace, že zemřel v Etiopii, není zcela jistá. Učenec a církevní otec Epifanus klade umučení evangelisty Matouše do Hierapolis. Mimoto dokument ze čtrnáctého století uvádí jako místo hrobu evangelisty Matouše jakési „místo, zvané Issyk-Kul“ (ztotožnění s jezerem Issyk-Kul v Kyrgyzstánu je s největší pravděpodobností nesprávné). Jeho ostatky byly přeneseny do Kampánie, poté do Salerna, kde jsou v kryptě tamní katedrály dodnes.
Ve výtvarném umění je svatý Matouš zobrazován většinou s andělem, který mu podle legendy diktoval slova jeho evangelia. Z jeho zobrazení je nejslavnější obraz Povolání svatého Matouše od Caravaggia, umístěný v římském kostele San Luigi dei Francesi.
Svatý Matouš je patronem účetních, celníků a výběrčích daní, města Salerna a dalších.